# Columnella accincta
Columnella accincta is een mosdiertjessoort uit de familie van de Farciminariidae. De wetenschappelijke naam van de soort is voor het eerst geldig gepubliceerd in 1981 door Hayward.